# Massih Hutak
Massih Hutak (Herat, 1992), beter bekend onder zijn artiestennaam Kidson Jones, is een Afghaans-Nederlandse schrijver en rapper.

## Biografie
Hutak werd in Afghanistan geboren en vluchtte met zijn ouders en broer op zijn tweede naar Pakistan. Daar overleed zijn moeder aan kanker. Uiteindelijk vluchtte hij met zijn broers en zijn vader naar Nederland, waar ze in 1998 aankwamen. Aanvankelijk zat Hutak op het vwo, vanaf de 5e wisselde hij naar de havo. Met het havo-diploma begon hij aan een opleiding tot docent Nederlands. Deze opleiding maakte hij echter niet af. In 2011 publiceerde hij de roman Toen God nog in ons geloofde. Daarnaast schreef hij onder andere voor de Volkskrant en Das Magazin en is hij columnist (druktemaker) voor De Nieuws BV.
Vanaf 2012 gaf hij Nederlands en Maatschappijleer op een vmbo-school in Amsterdam-Noord. Hij woonde ook in die wijk, bij het Buikslotermeerplein. In 2016 stopte hij met zijn werk als leraar om zich te kunnen richten op zijn muziek. Datzelfde jaar kwam zijn eerste ep ERROR uit.
Hutak werd door Het Parool uitgeroepen tot 1 van de 17 jonge creatieve talenten van 2017. In 2015 was hij gastartiest bij het nationale herdenkingsconcert The Bridge to Liberation. Op 5 januari 2021 ontving hij de Nieuw Amsterdam Prijs 2020.
Hij zet zich in tegen de gentrificatie van de wijk waar hij woont (Buikslotermeerplein in Amsterdam-Noord) en is actief lid van bewonersgroep Verdedig Noord, waarvoor hij ook regelmatig woordvoerder is. Hij maakte een toneelstuk met dezelfde naam (Verdedig Noord) en schreef er een boek over: Jij hebt ons niet ontdekt, wij waren hier altijd al (2020).

## Discografie
Album
- 2016: ERROR

Single
- 2016: I.G.J.N.